# São José das Matas
São José das Matas (abans Quoxe) és una comuna d'Angola que forma part del municipi de Dembos dins la província de Bengo.